# Cvetke
Cvetke (cyr. Цветке) – wieś w Serbii, w okręgu raskim, w mieście Kraljevo. W 2011 roku liczyła 977 mieszkańców.